# Biblioteka Genealogiczna
Biblioteka Genealogiczna – seria wydawnicza (ISSN 1509-8702), w ramach której ukazują się monografie genealogiczne. Jej założycielem i redaktorem naukowym jest Marek Górny. Ukazuje się obok czasopisma Genealogia. Studia i materiały historyczne.

## Tomy wydane w ramach serii
1. Kazimierz Jasiński, Rodowód Piastów mazowieckich, wydał Marek Górny, Poznań-Wrocław 1998, ss. 248 (tom dostępny początkowo w zamkniętym obiegu naukowym, powszechnie od 2008).
2. Jan Tęgowski, Pierwsze pokolenia Giedyminowiczów, Poznań-Wrocław 1999, ss. 320.
3. Kazimierz Jasiński, Rodowód Piastów małopolskich i kujawskich, wydał Marek Górny, Poznań-Wrocław 2001, ss. 264.
4. Krzysztof Benyskiewicz, Ród Jeleni Niałków z Kębłowa i jego rola w procesie jednoczenia państwa polskiego na przełomie XIII i XIV wieku, Poznań-Wrocław 2002, ss. 235.
5. Jacek Kowalkowski, Badania genealogiczne Wojciecha Kętrzyńskiego (1838–1918), Poznań-Wrocław 2002, ss. 350.
6. Dariusz Dąbrowski, Rodowód Romanowiczów książąt halicko-wołyńskich, Poznań-Wrocław 2002, ss. 348.
7. Sławomir Leitgeber, Dzieje rodziny Leitgeberów od XVIII do XX wieku, Poznań-Wrocław 2002, ss. 260.
8. Joanna Karczewska, Ród Pomianów na Kujawach w średniowieczu, Poznań-Wrocław 2003, ss. 350.
9. Jan Tęgowski, Rodowód kniaziów Świrskich do końca XVI wieku, Wrocław 2011, ss. 224.